# サンデル・クープマン
サンデル・クープマン（1995年3月12日 - ）はベルギーのサッカー選手。ポジションはMF。ワースラント＝ベフェレン所属。

## 経歴
12歳でクラブ・ブルッヘに加入した 。2014年12月11日のUEFAヨーロッパリーグのHJKヘルシンキ戦でプロデビュー。
2019年7月4日、ロイヤル・アントワープFCと3年契約を結んだ。しかし、同シーズンは怪我に苦しみ、10試合の出場に終わった。
2022年8月2日、ワースラント＝ベフェレンに1年契約で移籍した。